# Szemán Ferenc
Szemán Ferenc ("Öcsi") (Ungvár, 1937. március 27. – Ungvár, 2004) kárpátaljai magyar festőművész.

## Élete
Szemán Ferenc 1937. március 27-én született a kárpátaljai Ungváron. 1953-ban az Ungvári 10. számú középiskolában érettségizett. 1953–1958 között az Ungvári Iparművészeti Szakiskolában tanult, amelyet kitüntetéssel fejezett be. Tanárai a kárpátaljai képzőművészet legnagyobb alakjai voltak, mint Erdélyi Béla, Manajló Fedor, Sepa Antal. 1958–1960 között magánhallgatóként elvégezte a Tallinni Képzőművészeti Főiskolát is.
1962-ben már több megyei tárlaton is bemutatkozott. Első tárlatát 1968-ban Ungváron nyitotta meg, azonban ezt pár nap múlva bezárták. Ezután az ukrajnai kiállítótermek hosszú ideig, egészen a 90-es évek elejéig zárva maradtak előtte. Csak a szovjet birodalom széthullása és az ideológiai inkvizíció pusztulása hozta meg Öcsi számára a megérdemelt elismerést és hírnevet.
1972–1974 között az Ungvári Művészeti Alap munkatársa. Az 1980-as évek végéig Ungváron mint dekoratőr dolgozott a festészet mellett.
1989-ben az Egyesült Államokba látogatott, ahol a New York-i múzeumok gyűjteményeivel ismerkedett. 1990-ben részt vett a kárpátaljai festőművészek budapesti nagy közös tárlatán. 1991-ben egyik alapítója lett a Kárpátaljai Magyar Képző- és Iparművészek Révész Imre Társaságának, és még ez évben megkapta a határon túli magyar képzőművészek számára alapított nemzetközi Hollósy Simon-díjat. 2004-ben a Kárpátaljai Magyar Nívódíjak Hollósy Simon Képzőművészeti Díját vette át.
Szemán „Öcsi” 2004-ben Ungváron, életének hatvanhetedik évében, váratlanul hunyt el.

## Munkássága
Festőművészként, ezen belül portréfestőként mint a zsánerképek mestere írta be nevét a képzőművészet történetébe. A 20. század 60-80 éveiben az underground irányzat jeles képviselője, a 60-as évek ukrán avandgardjának egyik legkiemelkedőbb, lázadó szellemű művelője volt, de maradandót alkotott a modern művészetben is.
Öcsi határtalan képzeletgazdagsággal rendelkezett, munkáiban a látszólag összeegyeztethetetlen formák esztétikailag egységes világgá forrtak össze.
Alkotásai megtalálhatók a Boksay József Kárpátaljai Megyei Szépművészeti Múzeumban, illetve Ukrajna, Oroszország, Észtország, Örményország, Szlovákia, Csehország, Magyarország, Izrael, Németország, Kanada és az Egyesült Államok magángyűjteményeiben is.
1965-ben a szednyivi alkotótáborban, 1992-ben a mezőkövesdi nemzetközi alkotótáborban, 1996-ban a lakitelki alkotótáborban dolgozott. 1997-ben ismét meghívást kapott a mezőkövesdi alkotótáborba, 1999–2000-ben pedig a romániai alkotótáborok résztvevője volt, majd 2001-ben a monoki alkotótábor munkájában vett részt.

## Kiállításai
- Fiatal képzőművészek köztársasági kiállítása (Kijev, 1966)
- Kárpátaljai Írószövetség Központja (Ungvár, 1968)
- Tudósok Háza, (Puskino, 1968)
- Kárpátaljai Magyar Képző- és Iparművészek Révész Imre Társaságának kiállítása, Árkád Galéria (Budapest, 1968)
- Kárpátaljai Képzőművészeti Múzeum (Ungvár, 1990), (Szemán-portrék)*
- Kárpátaljai Magyar Képző- és Iparművészek Révész Imre Társaságának kiállítása, Kárpátaljai Honismereti Múzeum, (Ungvár, 1991)
- Kárpátaljai Képzőművészeti Múzeum (Ungvár, 1992) (Szemán Ferenc alkotásainak retrospektív tárlata)
- Kárpátaljai Képzőművészeti Múzeum (Ungvár, 1993) (Magyar rapszódia)
- Kárpátaljai Képző- és Iparművészek Révész Imre Társaságának kiállítása, Kárpátaljai Képzőművészeti Múzeum (Ungvár, 1995)
- Vajdasági és Kárpátaljai Művészek (MKIT), Magyarok Világszövetsége (Budapest, 1996)
- Kárpátaljai Képzőművészeti Múzeum (Ungvár, 1996)
- Kárpátaljai Magyar Képző- és Iparművészek Révész Imre Társaságának kiállítása, Kárpátaljai Néprajzi Múzeum (Ungvár, 1997)
- Biológiai tudományos kutatóközpont épülete (Puscsino, Moszkvai terület, 1997)
- Szent Martin művészkávézó (Munkács, 1998)
- Kárpátaljai Magyar Képző- és Iparművészeti Kiállítás (Ungvár, 2002)
- Népművészeti Múzeum (Ungvár, 2003) (Virágok Ungvár nőinek - akvarellek)
- Kárpátaljai Magyar Képző- és Iparművészek Révész Imre Társaságának kiállítása a Kárpátaljai Megyei Néprajzi Múzeum kiállítótermében (Ungvár, 2004)
- Pecserszki Lavra Nef-galériája (Kijev, 2004)
- Boksay József Kárpátaljai Megyei Szépművészeti Múzeum (Ungvár, 2009, 2012)